# Salamasjärvi
Salamasjärvi är en sjö i Kiruna kommun i Lappland och ingår i Torneälvens huvudavrinningsområde. Sjön har en area på 0,213 kvadratkilometer och ligger 384,1 meter över havet. Salamasjärvi ligger i Torneträsk-Soppero fjällurskog Natura 2000-område.